# Ibn Kemal
Şemseddin Ahmed (1468-1536), ismertebb nevén vagy álnevén Ibn Kemal vagy Kemalpaşazâde (jelentése "Kemal Pasha fia") török történész, Sheikh ul-Iszlám és költő.

## Élete
Előkelő katonai családban született Edirnében. Fiatal férfiként a hadseregben szolgált, majd számos medresze-ben folytatta tanulmányait, 1515-ben pedig ő lett az Edirnei Kádi. II. Bajazid szultán uralkodása idején írta a Tevarih-i Al-i Osman című művét, ami az oszmán történelem egyik legjelentősebb történeti átfogója lett. I. Szelim szultán uralkodása alatt, 1516-ban Anatólia katonai bírója lett, az oszmán hadsereget ebbéli tisztségénél fogva Egyiptomba is elkísérte. I. Szulejmán szultán kinevezte Sheikh ul-Iszlámnak, azaz az oszmán vallás legfőbb vezetőjévé. Ezt a posztot 1536-ban bekövetkezett haláláig betöltötte.  

## Munkássága
Leghíresebb műve a Tevarih-i Al-i Osman (angolul "The Chronicles of a House of Osman"), ami az Oszmán Birodalom legeredetibb és legjobban forrásolt története, ami abból az időből fennmaradt. Bár történészként a legismertebb, Kemalpaşazâde néven verseket is írt. Egyiptomi tartózkodása alatt ő fordította Abu al-Mahasin Abu l-Mahászin ibn Tagríbirdi arab történész munkáit, de a joggyakorlat, a muszlim teológia és a filozófia világában is folytatott értekezleteket más jelentős történészekkel, tudósokkal. Arab nyelven írt fiológiai munkája a Daqa'iq al-Haqa'iq, míg legjelentősebb költeménye a Nigaristan (Képtár), amit perzsa nyelven írt.